# Vương Hàm
Vương Hàm (tiếng Trung: 王含; bính âm: Wang Han; ? - ?) là tướng lĩnh nhà Quý Hán thời Tam Quốc trong lịch sử Trung Quốc.

## Cuộc đời
Vương Hàm quan đến chức Lạc Thành giám quân. Năm 258, Đại tướng quân Khương Duy thay đổi hệ thống phòng thủ Hán Trung, cắt cử Hồ Tế giữ Hán Thọ, Vương Hàm giữ Lạc Thành, Tưởng Bân giữ Hán Thành.
Năm 263, quân Ngụy tấn công, Chung Hội phá được Dương Bình, Hán Trung thất thủ, chỉ còn Liễu Ẩn giữ Hoàng Kim, Vương Hàm giữ Lạc Thành, Tưởng Bân giữ Hán Thành vẫn tiếp tục cố thủ, phân tán lực lượng quân Ngụy.
Chung Hội không hạ được ba thành, phái Lý Phụ bao vây Lạc Thành, Tuân Khải bao vây Hán Thành, tiếp tục tấn công Hoàng Kim, Kiếm Các nhưng đều không thành công.
Cuối năm, Hậu chủ đầu hàng, cho người gửi hịch đến các nơi. Tưởng Bân, Liễu Ẩn biết tin, đành mở thành đầu hàng, không rõ kết cục của Vương Hàm ra sao.

## Trong văn hóa
Trong tiểu thuyết Tam quốc diễn nghĩa của La Quán Trung, Vương Hàm xuất hiện từ hồi 113.
Khương Duy xuất quân ra Kỳ Sơn, lấy Tưởng Bân, Vương Hàm làm tả quân, sai hai người cho quân dựng trại. Hai tướng sợ quân Ngụy đánh lén, cho quân sĩ đi ngủ không cởi giáp. Đặng Ngải cho phó tướng Trịnh Luân dẫn 500 quân đào địa đạo. Đặng Trung dẫn quân tấn công, trong thì Đặng Trung từ dưới đất chui lên. Tưởng Bân, Vương Hàm liều chết chống cự không nổi, đành phải bỏ trại mà chạy. Hôm sau, hai tướng thu thập tàn quân, đến chỗ Khương Duy xin chịu tội. Duy nói: Đó không phải là tội tại các ngươi. Bởi vì ta không tường mạch đất, mới đến nỗi thế. Sau đó cấp thêm binh mã cho Bân, Hàm, cử hai người đi hạ trại.
Khương Duy dẫn quân ra Đạp Trung làm đồn điền, sai Hồ Tế đóng ở thành Hán Thọ, Vương Hàm giữ Lạc Thành, Tưởng Bân giữ Hán Thành, Tưởng Thư, Phó Thiêm giữ ải Dương Bình. Quân Ngụy đánh tới, Tưởng Thư dâng ải Dương Bình cho Chung Hội, khiến Hán Trung thất thủ. Tưởng Bân, Vương Hàm thấy thế, bèn mở thành ra hàng.